# پیمان تریانون

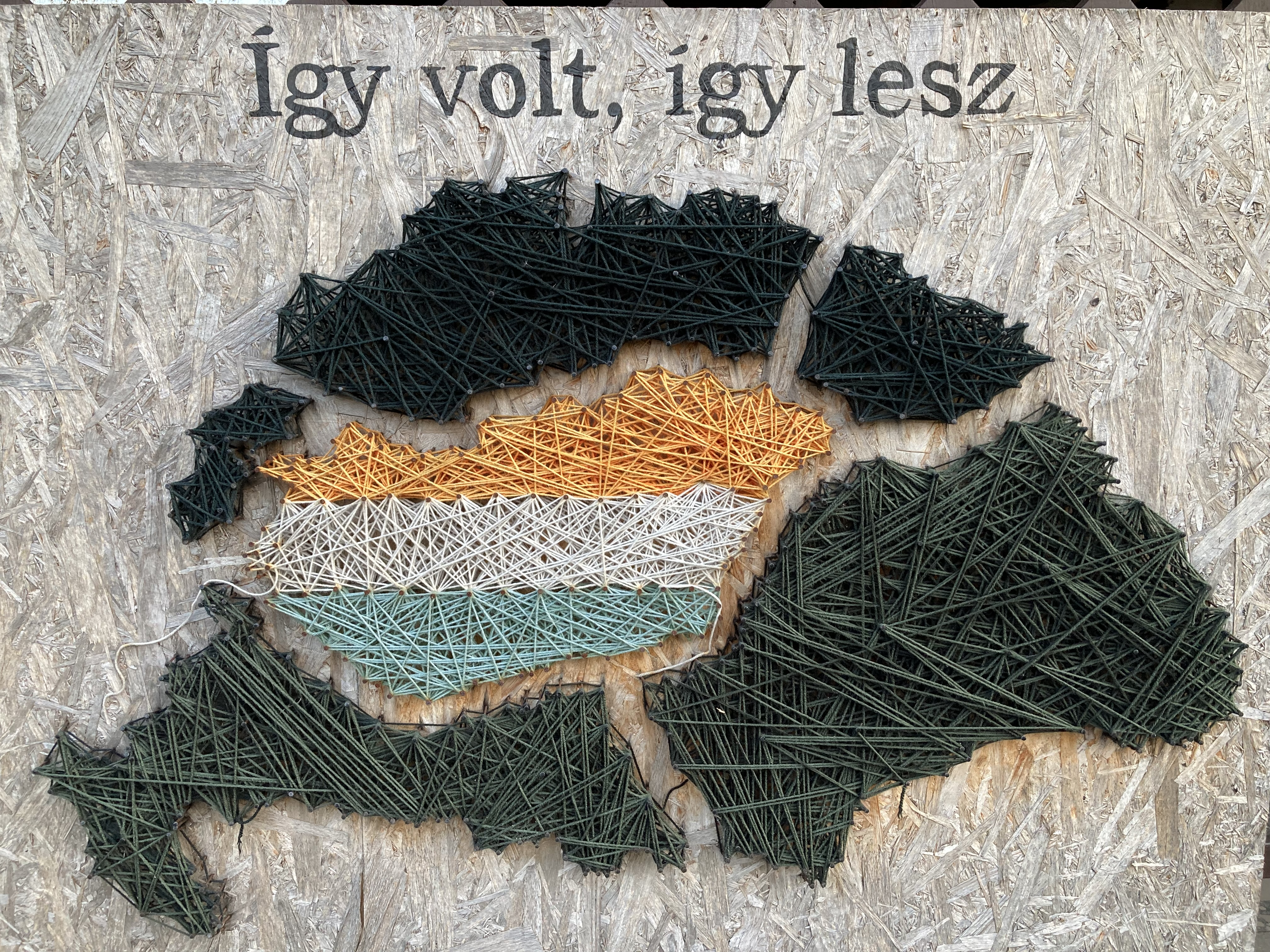
مناطق جداشده از مجارستان در پیمان تریانون، کار دست بر در خانه‌ای در شهر مونور در استان پشت، مجارستان. «این‌طور بود، این‌طور خواهدشد».

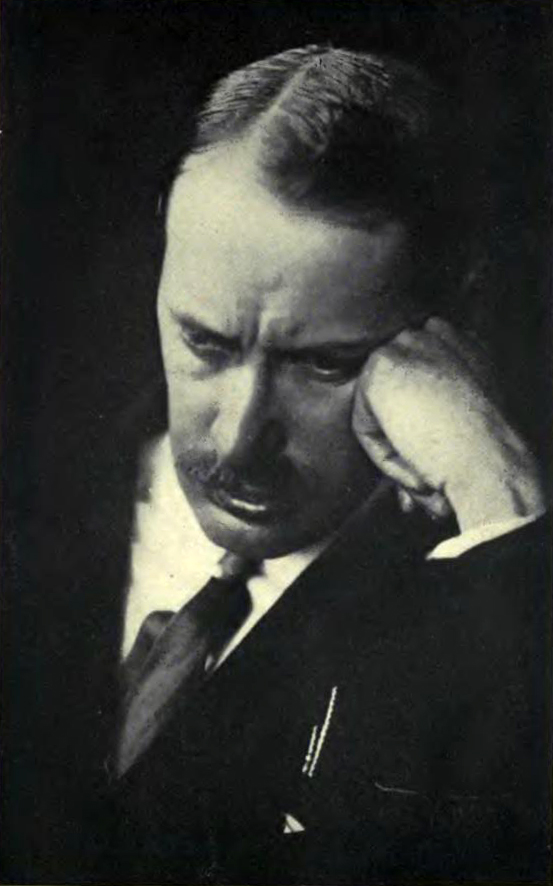
میهای کارویی

خطوط مرزی تعیین شده در بلگراد - قرمز ضخیم: منطقه جنوب این خط توسط ارتش مجارستان ترک شود و تحت نظارت ارتش فرانسه به تصرف صربستان (غرب) و رومانی (شرق) درآید. این نقشه همچنین خط مرزبندی دیکته شده توسط یادداشت ویکس را نشان می‌دهد.

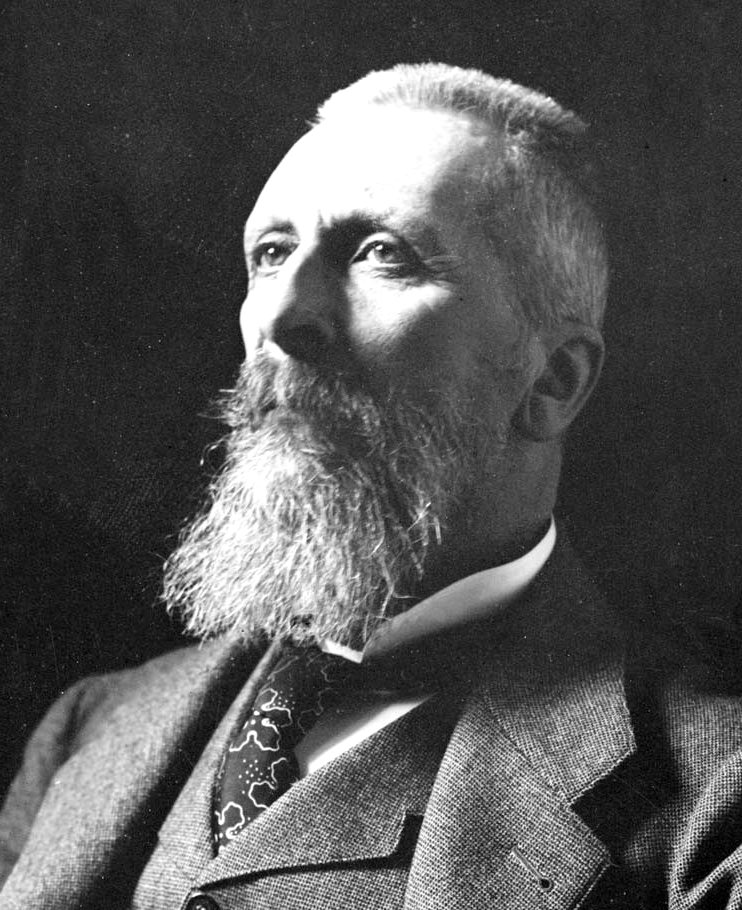
آلبرت آپونیی

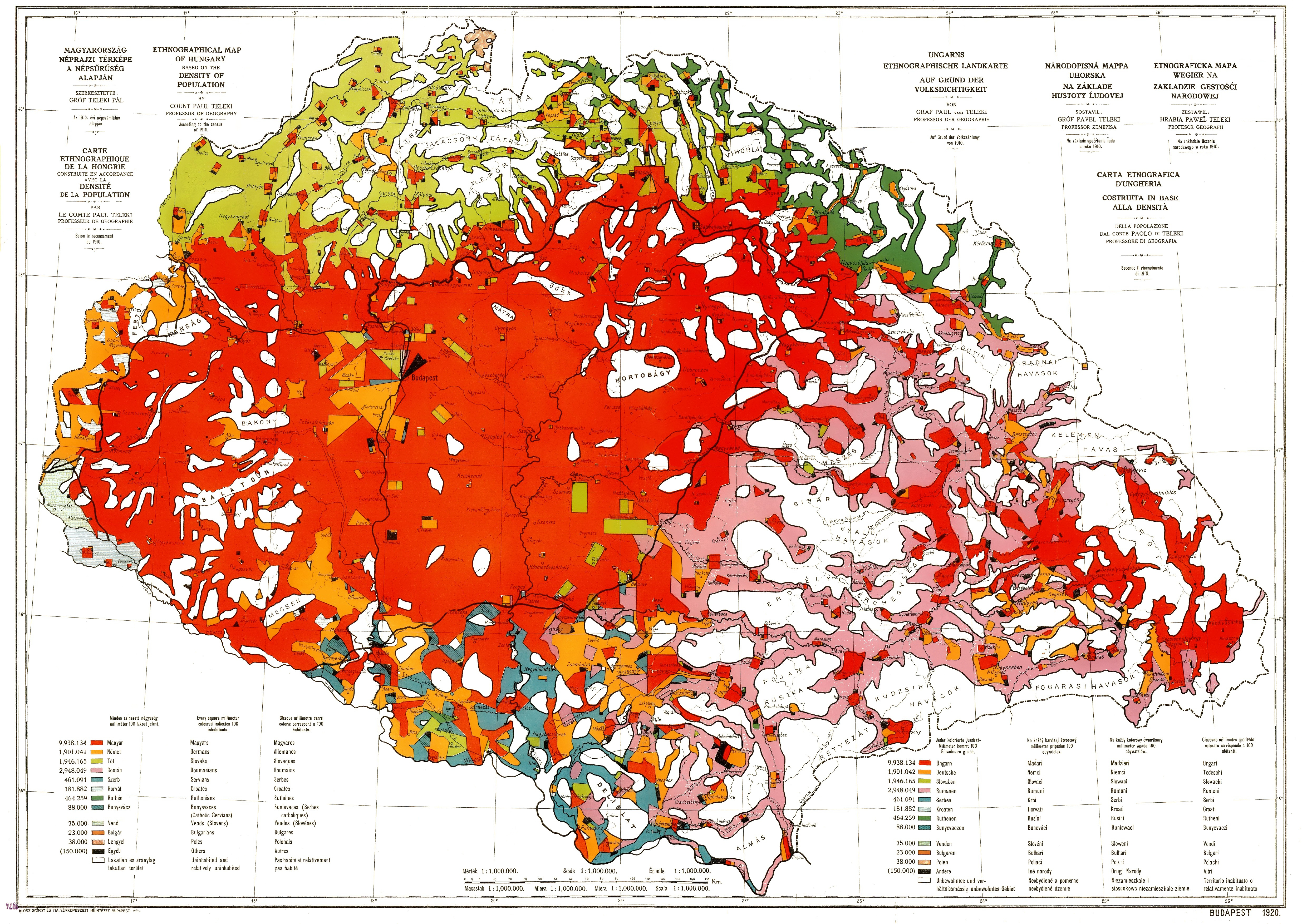
نخست‌وزیر پال تلکی که متخصص جغرافی نیز بود، یکی از اولین نقشه‌های توزیع جمعیت بر اساس ملیت در جهان را معروف به نقشهٔ قرمز در سال ۱۹۱۰ ترسیم کرده‌بود، که در پیمان تریانون کاملاً نادیده انگاشته شد.
مجارها
آلمانی‌ها
اسلواک‌ها
روتنیایی‌ها
رومانیایی‌ها
صرب‌ها
مناطق کمتر از ۲۰ نفر در هر کیلومتر مربع

پیمان تریانون (به مجاری: Trianoni békeszerződés) (به فرانسوی: Traité de Trianon) پیمان صلح بین قدرت‌های متفق و پادشاهی مجارستان در ۴ ژوئن ۱۹۲۰ در کاخی به همین نام در مجموعه کاخ‌های ورسای در پاریس بود که رسماً به جنگ جهانی اول بین متفقین و پادشاهی مجارستان پایان بخشید. این پیمان شرایط کشور مستقل مجارستان و مرزهای آن را پس از جنگ تعیین نمود. بر اساس این پیمان مجارستان حدود دو سوم از خاک و جمعیت خود را از دست داده و تبدیل به کشوری محصور در خشکی می‌شد. نیمهٔ مجارستان از اتریش-مجارستان شامل ۳۲۵٬۴۱۱ کیلومتر مربع بود که پس از پیمان تریانون ۲۸ درصد آن یعنی ۹۳٬۰۷۳ کیلومتر مربع برای مجارستان باقی ماند. اگرچه مناطقی که به کشورهای همسایه بخشیده شد شامل اکثریت غیرمجار بود، اما در آن نواحی ۳٬۳ میلیون مجار یا ۳۱ درصد جمعیت به اقلیت تغییر وضعیت پیدا کرد. کشورهای منتفع از واگذاری اراضی مجارستان شامل پادشاهی رومانی، اتریش، چکسلواکی و پادشاهی صرب‌ها، کروات‌ها و اسلوونیایی‌ها می‌شدند.
تلاش این پیمان بخشیدن خودمختاری به ملت‌ها و اعطای استقلال به غیر مجارها بود. این پیمان از طریق انجام مذاکرات حاصل نشد بلکه از طرف متفقین بر مجارستان تحمیل گردید و این کشور چاره‌ای جز پذیرش آن نداشت.
مرزهای تعیین شده در این پیمان به جز اصلاحات جزئی تغییری دیگری تا به امروز به خود ندیده‌است و مرزهای کنونی کشور مجارستان با همسایگان خود را نشان می‌دهد.

## پیشینه
دلایلی بنیادین علاوه بر ترور فرانتس فردیناند و اختلافات ملی باعث بروز جنگ جهانی اول بود. یکی آنکه از نظر استراتژیک صربستان مانعی بین آلمان، اتریش-مجارستان، بلغارستان و عثمانی بر ضد ایجاد مسیری مداوم از نیروهای محور و مسیر زمینی محافظت شده برای توسعه اقتصادی بود. برای رسیدن به این مهم، ساخت راه‌آهن برلین–بغداد در ۱۹۰۳ آغاز شده و قرار بود برلین را به شهر عثمانی بغداد و پس از آن تا بندری در خلیج فارس متصل کند. با شکست صربستان این مانع بر طرف می‌شد. همچنین فیومه، مهم‌ترین بندر پادشاهی مجارستان و از مراکز مهم صنعتی و تجاری بود که با داشتن پالایشگاه سنگ نفت از اواخر قرن نوزدهم اهمیتی بسیار استراتژیک داشت. در طول جنگ جهانی اول، متفقین در پیمان لندن به صربستان قول مناطقی از جمله فیومه را داده‌بودند، با این وجود ایتالیایی‌ها نیز مدعی آن بودند. متفقین همچنین در پیمانی مخفیانه در ۱۹۱۶، در صورت اعلام جنگ پادشاهی رومانی علیه اتریش-مجارستان، مخفیانه وعده ترانسیلوانی و شرق مجارستان تا خط واشاروش‌نامنی-دبرتسن-چونگراد-تیسا را داده‌بودند. با شکست سریع رومانی به علت خروج روسیه از جنگ و امضای پیمان بخارست، رومانی از جنگ خارج شده‌بود ولی در پایان جنگ با حمله از شرق به مجارستان توانست پیمان ۱۹۱۶ بخارست را دوباره زنده و پیمان ۱۹۱۸ را منحل کند. به‌طور کلی سرزمین‌های متعلق به اتریش-مجارستان مورد ادعای چهار کشور همسایه: روسیه تزاری، صربستان، رومانی و ایتالیا بود. از بین کشورهای در حال جنگ رومانی و ایتالیا تا پایان جنگ موقعیت خود را با متفقین همساز کردند.
رهبران اقلیت اتریش-مجارستان که از سیاست پادشاهی ناراضی بودند، همانند سیاستمداران ملی‌گرای چک چون ادوارد بنش از زمان آغاز جنگ جهانی اول، با متفقین برای از بین بردن پادشاهی و ایجاد دولتهای ملی لابی می‌کردند. او که گهگاه به لندن یا رم سفر می‌کرد، در آنجا دفاتر مطبوعاتی چک را گشود. تلاش‌های او برای اتحاد جوامع چک و اسلواکی در خارج از کشور و تشویق اسیران جنگی برای عضویت در لشکرهای چکسلواک به نتیجه رسید. او در آوریل ۱۹۱۸ کنگرهٔ ضد هابسبورگ ملل تحت ستم را ترتیب داد. بنش سرانجام متفقین را متقاعد کرد که از بین بردن اتریش-مجارستان به نفع آنها است و از تلاش‌های آینده آلمان برای سلطه بر اروپا جلوگیری خواهد کرد.

## روزهای پایانی جنگ
سیاستمداران لیبرال و پاسیفیست با نظرات همسوی متفقین همچون میهای کارویی در میانهٔ جنگ کم‌کم به قدرت می‌رسیدند. در پاییز ۱۹۱۸ با هرج و مرج حاصل از انقلاب گل مروارید و ترور ایشتوان تیسا، نخست‌وزیر پیشین که هرگز قاتلش مشخص نشد زمینه برای روی کار آمدن سوسیال دموکرات‌ها و حکومتی مستقل با عنوان جمهوری خلق مجارستان فراهم آمد. با انحلال امپراتوری اتریش-مجارستان در ۳۱ اکتبر ۱۹۱۸ توسط فرمان کارل، دولت جمهوری مجارستان به رهبری میهای کارویی سعی نمود با بخشیدن خودمختاری و تصویب قوانین دموکراتیک مانع از فروپاشی کشور شود اما این تلاش‌ها ثمری نداشت. اعلام با عجلهٔ خلع سلاح به رهبری بِلا لیندِر بدون هیچ مقام سیاسی یا اجرایی در بامداد سوم نوامبر توسط تلگرافی به فرماندهان ارتش فرستاده شد. ارتش مجارستان در حالی به وطن بازمی‌گشت که همچنان در بیرون مرزها (و نه در داخل)، در صربستان، رومانی و ایتالیا در حال جنگ بود. با حکم خلع سلاح، مجارستان به نقطهٔ کاملاً آسیب‌پذیری رسید و بلافاصله پس از آن بود که چک‌ها، صرب‌ها و رومانیایی‌ها با استفاده از این فرصت منحصر به فرد اشغال مجارستان را آغاز کردند.

## مرزهای موقت
مرزهای موقت کشور مستقل مجارستان در ابتدا بر اساس خطوط آتش‌بس ترسیم شده بر اساس آتش‌بس بلگراد در ۱۳ نوامبر ۱۹۱۸ تعیین گردید. در مقایسه با محدوده پیش از جنگِ پادشاهی مجارستان، این مرزهای موقت شامل موارد زیر نمی‌شدند:
- بخش جنوبی رود مورش و بخش شرقی رود سومش منطقه ترانسیلوانی که به کنترل رومانی درآمد (براساس آتش‌بس بلگراد).
- اسلواکی (مجارستان شمالی) که به چکسلواکی پیوست (تحت کنترل لژیون چکسلواکی، تأیید متفقین در ۲۵ نوامبر و امضای توافق با مجارستان در ۶ دسامبر ۱۹۱۸).
- سرزمین‌های جنوبی اسلاو شامل اسلوونی، کرواسی، بانات، باچکا و بخشی از بارانیا که به پادشاهی صرب‌ها، کروات‌ها و اسلوونیایی‌ها واگذار شد (براساس آتش‌بس بلگراد).
- مجیموریه با اکثریت کرووات درون مرزهای موقت مجارستان باقی ماند.
- فیومه تحت کنترل گروه‌های ملی‌گرای ایتالیایی باقی ماند. ایتالیایی‌ها در کنفرانس صلح پاریس بر اساس اصول حق تعیین سرنوشت و با توجه به تعداد افراد ایتالیای‌الاصل در فیومه مدعی آن شده بودند. حتی گابریله دانونزیو در ۱۲ سپتامبر ۱۹۱۹ با گروهی فیومه را اشغال کرده و خود را فرمانده آن خواند.[۴]

## پیامد آتش‌بس
پس از پیشروی ارتش رومانی و سایر کشورهای همسایه فرای خطوط آتش‌بس و درخواست قدرت‌های متفق از مجارستان مبنی بر پذیرش حاکمیت رومانی بر سرزمین‌های تازه به تصرف درآمده تا رود تیسا بر اساس یادداشت ویکس، دولت جمهوری مجارستان که قادر به رد یا پذیرش این درخواست نبود، استعفا کرد. ائتلافی از سوسیال دموکرات‌ها و بلشویک‌ها به رهبری بلا کون در این کشور قدرت را با کودتا در دست گرفتند. با تشکیل جمهوری شورایی مجارستان ارتش سرخ این کشور به سرعت ایجاد گردید. این ارتش در ابتدا با کمک تدارکاتی و تسلیحاتی پنهانی ایتالیا به موفقیت‌هایی به خصوص در مقابل چکسلواکی دست یافت و حتی توانست به مرزهای ایالت سابق گالیسیا در شمال برسد (تا با اتصال به شوروی از آن‌ها یاری بگیرد) و ارتباط نیروی‌های چکسلواکی و رومانی را قطع کند اما پس از درگیری مستقیم با ارتش رومانی متحمل شکست سنگینی شد و با سقوط دولت کمونیستی بوداپست، پایتخت مجارستان در ۴ اوت ۱۹۱۹ به اشغال نیروهای رومانیایی درآمد. پیش از این دولت کمونیستی مجارستان پیمان آتش‌بسی در اول ژوئیه همان سال با چکسلواکی امضا کرده و با دریافت وعده مشارکت در مذاکرات پیمان نهایی صلح از طرف متفقین (که هیچگاه به آن عمل نشد)، مناطقی را در اسلواکی امروز به آنها پس داد.

## مذاکرات صلح
در نوامبر ۱۹۱۹ میکلوش هورتی با عنوان نایب السلطنه به کمک متفقین یک دولت ائتلافی در مجارستان تشکیل داد. پس از وقفه‌ای که در ابتدا به دلیل عدم تمایل متفقین به همکاری با حاکمان کمونیست مجارستان و سپس ناتوانی دولت‌های جایگزین در دوره اشغال بوداپست (اوت-نوامبر ۱۹۱۹) توسط رومانیایی‌ها ایجاد شد، در اول دسامبر نمایندگان دولت جدید هورتی به صورت رسمی برای حضور در کنفرانس صلح ورسای دعوت شدند. با این وجود این دعوت‌شدگان تأثیری در ترسیم مرزها نداشتند.
در ژانویه ۱۹۲۰ هیئتی به سرپرستی آلبرت آپونیی و همتایان اتریشی آنها با تأکید بر خودداری از متلاشی کردن مجارستان تاریخی و تأیید پیشنهاد وودرو ویلسون رئیس‌جمهور ایالات متحده مبنی بر خودمختاری، خواهان برگزاری همه‌پرسی در رابطه با مردم سرزمین‌های مورد اختلاف بودند. این نظرات چندان مورد توجه واقع نگردید و با وجود مذاکرات مخفیانه بین دولت‌های مجارستان و فرانسه، با قاطعیت توسط نمایندگان فرانسه و بریتانیا مورد بی‌اعتنایی قرار گرفت. همین امر سبب شد ایالات متحده از جریان مذاکرات خارج و به عنوان ناظر حضور داشته‌باشد. آپونیی سخنرانی خود را به سه زبان فرانسوی، انگلیسی و ایتالیایی ایراد کرد: «آیا مجارستان باید در موقعیتی قرار بگیرد که بین پذیرش یا امتناع این صلح یکی را انتخاب کند؟ در این صورت سؤال اینجاست که آیا او باید برای فرار از مرگ طبیعی خودکشی کند؟».
برخی بر این باورند که متفقین پیروز از پیش و بدون در نظر گرفتن جنبه‌های تاریخی، فرهنگی، نژادی، جغرافیایی، اقتصادی و راهبردی مرزها را تعیین نموده بودند. به همین جهت متفقین در کنار این که سرزمین‌هایی با اکثریت غیر مجار را به کشورهای دیگر سپردند، به آن‌ها اجازه دادند مناطقی وسیعی با اکثریت مجار را نیز به سیطره خود درآورند. برای مثال رومانی ترانسیلوانی را تصاحب کرد که با وجود ۲٫۸ میلیون رومانیایی، جمعیت قابل ملاحظه ۱٫۶ میلیون مجار و ۲۵۰ هزار آلمانی را نیز در خود جای داده بود. گفته می‌شود هدف متفقین تقویت کشورهای جایگزین همانند رومانی و تضعیف مجارستان بوده‌است. حتی خود این کشورها نیز در جریان مذاکرات اشاره اندکی به این مسئله کردند اما بار دیگر مانند گذشته از طرف متفقین بی‌توجهی صورت گرفت. سرزمین‌هایی با اکثریت مجار در مرزهای جدید در کشورهای همسایه قرار گرفتند. بیشتر این جمعیت در چکسلواکی (بخشی‌هایی از جنوب اسلواکی)، یوگسلاوی (بخش‌هایی از شمال وویوودینا) و رومانی (بخش‌هایی از ترانسیلوانی) واقع شده بودند.
طرح نهایی پیمان‌نامه ششم مه ۱۹۲۰ تحویل نمایندگان مجارستان گردید. نخست بحث‌هایی بین این نمایندگان مبنی بر عدم پذیرش و امضا نکردن آن درگرفت اما در نهایت با خطرناک و بیهوده پیش‌بینی نمودن نتایج چنین عملی، این قرارداد در چهارم ژوئن توسط آگوشت برناد و آلفرد دراشه-لازار، دو تن از نمایندگان دولت مجارستان امضا گردید.

## مفاد قرارداد

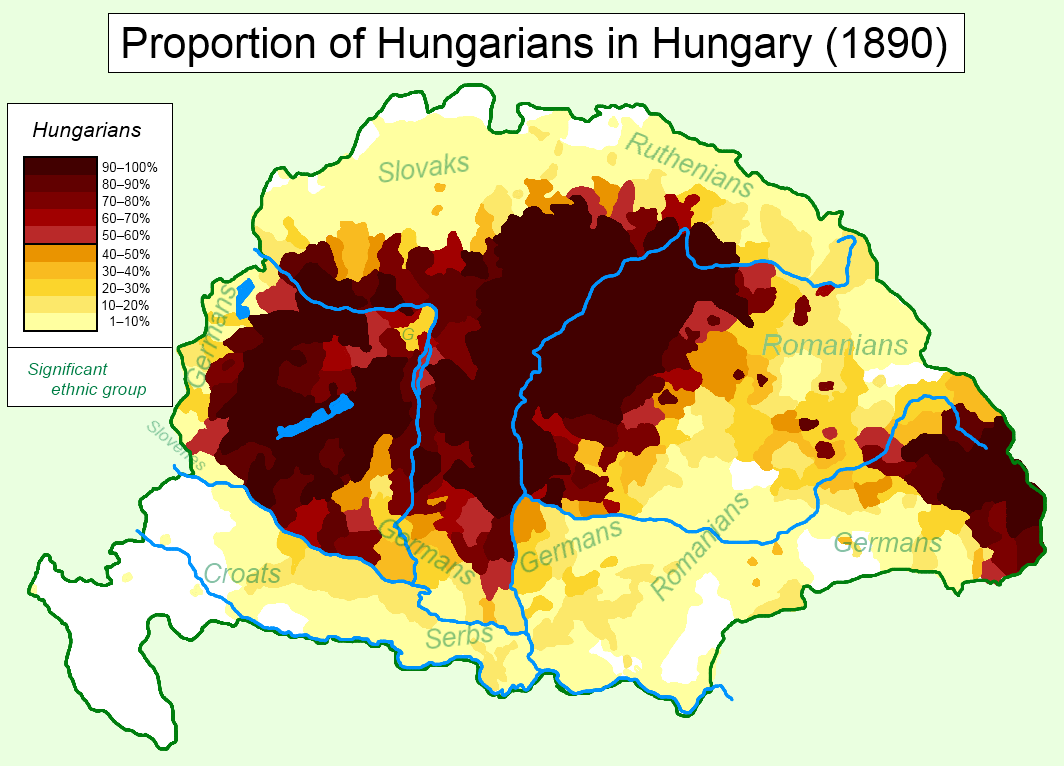
مجارها در سال ۱۸۹۰

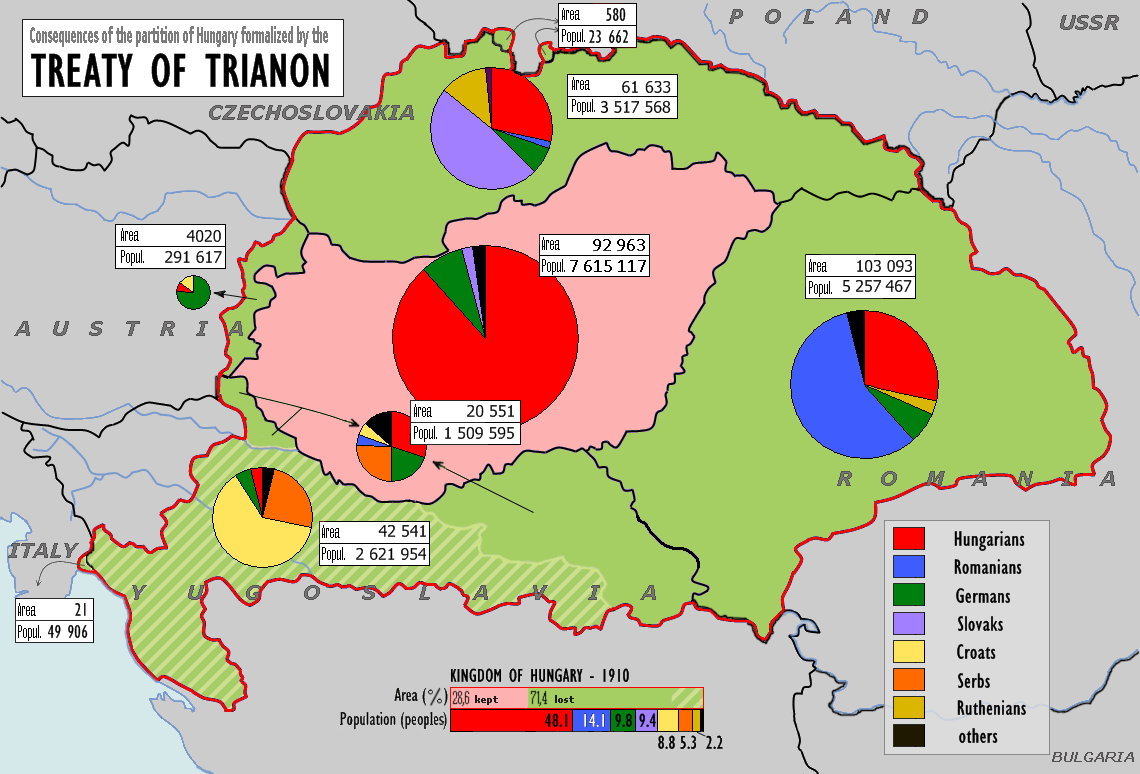
در پیمان تریانون پادشاهی مجارستان ۷۲ درصد از وسعت و ۳٫۳ میلیون نفر از قومیت خود را از دست داد.

پیمان تریانون که مفاد آن همانند پیمان‌های تحمیل شده به سایر متحدین شکست‌خورده (امپراتوری آلمان، امپراتوری عثمانی، بلغارستان و اتریش) بود، در چهارده بند تنظیم گردید و مجارستان را با اجبار به پذیرش آغاز جنگ به عنوان متجاوز و قبول خسارت‌های وارد به کشورهای درگیر به کشوری محصور در خشکی و مساحت ۹۳٬۰۷۳ کیلومتر مربع (۲۸٪ از مساحت ۳۲۵٬۴۱۱ کیلومتر مربعی پیشین) محدود کرد. این تغییرات جمعیت این کشور را به ۷٫۶ میلیون نفر کاهش داد و باعث شد مجارستان ۶۴٪ از جمعیت خود (۲۰٫۹ میلیون نفر پیش از جنگ) را نیز از دست بدهد. با این حال که بیشتر جمعیت سرزمین‌های از دست رفته غیر مجار بودند اما ۳٫۳ میلیون مجار (۳۱٪ کل مجارها) به صورت اقلیت در خاک کشورهای همسایه قرار گرفتند. مجارستان بر اساس این پیمان پنج شهر از ده شهر پر جمعیت خود را به کشورهای مجاور سپرد.
مرزهای نهایی شامل مناطق زیر نیز نمی‌شد:
- مابقی ترانسیلوانی، که همراه بخش مرکزی بانات به رومانی واگذار شد.
- کارپاتین روتنیا، که با تأیید پیمان سن ژرمن به چکسلواکی واگذار شد.
- بورگنلند، که به اتریش واگذار شد. (ناحیه شوپرون در این منطقه با برگزاری همه‌پرسی در دسامبر ۱۹۲۱ جزء مجارستان باقی ماند تا تنها جایی نام بگیرد که سرنوشتش در این پیمان با همه‌پرسی مشخص شده‌است)
- مجیموریه و دو سوم منطقه وندویدک[ث]، که به پادشاهی صرب‌ها، کروات‌ها و اسلوونیایی‌ها واگذار شد.

بر اساس این پیمان شهرهای پچ، موهاچ و بایا که تحت کنترل صربی-کروات-اسلوونیایی بود، به مجارستان بازگردانده شد. یک کمیته داوری مناطقی با اکثریت لهستانی در شمال مجارستان را به لهستان سپرد. این پیمان نامه اعلام کرد تمامی شهروندان مجار که خارج از مرزهای جدید این کشور قرار گرفتند، می‌توانند ملیت کشورهایی را که در آن واقع شده دریافت کنند و تا یک سال پس از امضای پیمان تابعیت مجار خود را از دست خواهند داد. مشخص گردید این افراد می‌توانند بدون پرداخت عوارض دارایی‌های منقول خود را به کشوری که تابعیت آن را دارند، منتقل کنند. مالکیت دارایی‌های غیرمنقول آنها نیز به صورت قبل در اختیار آن‌ها باقی خواهد ماند.
دولت مجارستان متعهد شد تمامی اراضی، اموال، دارایی‌ها، تسلیحات و استحکامات امپراتوری منحل شده اتریش-مجارستان در خاک مراکش، مصر، سیام و چین (از جمله اموال خصوصی اعضای خاندان سلطنتی در دو کشور اول و بجز اموال سفارت خانه‌ها و کنسولگری‌ها در همه آن‌ها) را بدون دریافت هیچگونه غرامتی به دولت‌های این کشورها بسپارد و این دولت‌ها مختار گردیدند مزایا و امتیازات اعطا شده به امپراتوری منحل شده اتریش-مجارستان از جمله حق قضاوت کنسولی بر اساس قراردادهای امضا شده پیشین را برای مجارستان در نظر نگیرند.
همچنین ارتش مجارستان به ۳۵ هزار افسر و سرباز با تسلیحات سبک تنها جهت حفظ نظم و امنیت داخلی و حراست از مرزها محدود گردید. این کشور دیگر مجاز به داشتن نیروی هوایی و خدمت اجباری سربازی نبود.
در پی قطع ارتباط آن با دریا موجودیت نیروی دریایی اتریش-مجارستان به پایان عمر خود رسید.
از طرفی مجارستان متعهد شد به همسایگان خود غرامت جنگی پرداخت کند که مقدار آن طبق توافقات دیگری مشخص شد.
استقلال مجارستان غیرقابل تغییر توصیف شد و هر گونه اقدام دولت این کشور جهت نقض این مسئله به صورت مستقیم یا غیر مستقیم از جمله از طریق همکاری با سایر قدرت‌ها ممنوع گردید. همچنین مجارستان ملزم گردید تمامی مفاد پیمان‌هایی را که توسط متفقین در رابطه با سایر متحدین امپراتوری اتریش-مجارستان در جنگ (از جمله امپراتوری آلمان) و کشورهای دیگر (از جمله روسیه)، امضا شده یا خواهند شد و تشکیل کشورهای جدید را به رسمیت بشناسد.
ترکیب زبانی جمعیت مناطق واگذار شده بر اساس سرشماری سال ۱۹۱۰ (تقریبی):
| زبان‌های دیگر                                                                  | زبان مجاری        | زبان اکثریت                                                                                   | منطقه                                                   |
| آلمانی – ۵۵۱٬۰۰۰ (۱۰٫۵٪)                                                      | ۱٬۶۵۸٬۰۰۰ (۳۱٫۷٪) | رومانیایی – ۲٬۸۲۰٬۰۰۰ (۵۴٪)                                                                   | ترانسیلوانی و بخش‌هایی از بانات                          |
| آلمانی – ۱۹۸٬۴۰۰ (۶٫۸٪)                                                       | ۸۸۰٬۰۰۰ (۳۰٫۲٪)   | اسلواکی – ۱٬۶۸۸٬۰۰۰ (۵۷٫۹٪)                                                                   | مجارستان شمالی (اراضی کشور کنونی اسلواکی)               |
| آلمانی – ۳۲۴٬۰۰۰ (۲۱٫۴٪)                                                      | ۴۲۵٬۰۰۰ (۲۸٫۱٪)   | صربی‌کرواتی – ۶۰۰٬۰۰۰ (۳۹٫۸٪) - صربی – ۵۱۰٬۷۵۴ (۳۳٫۸٪) - کرواتی، بونژواچ و شوکاج – ۹۱٬۰۰۰ (۶٪) | دِل‌ویدِک (وویوودینا، صربستان)                             |
| آلمانی – ۶۵٬۰۰۰ (۱۰٫۶٪)                                                       | ۱۸۵٬۰۰۰ (۳۰٫۶٪)   | روتنیایی – ۳۳۰٬۰۰۰ (۵۴٫۵٪)                                                                    | روتنیا (اوکراین)                                        |
| صربی - ۶۴۵٬۰۰۰ (۲۴٫۶٪) آلمانی – ۱۳۴٬۰۰۰ (۵٫۱٪)                                | ۱۲۱٬۰۰۰ (۳٫۵٪)    | کرواتی - ۱٬۶۴۰٬۰۰۰ (۶۲٫۳٪)                                                                    | کرواسی، مجیموریه، بخش‌هایی از اسلوونی و بارانیا (کرواسی) |
| کرواتی و صربی – ۱۳٬۳۵۰ (۲۶٫۸٪) اسلونیایی - ۲٬۳۴۰ (۴٫۷٪) آلمانی - ۲٬۳۱۵ (۴٫۶٪) | ۶٬۵۰۰ (۱۳٪)       | ایتالیایی – ۲۴٬۲۰۰ (۴۸٫۶٪)                                                                    | فیومه (کرواسی)                                          |
| کرواتی – ۴۳٬۶۰۰ (۱۵٪)                                                         | ۲۶٬۲۲۵ (۹٪)       | آلمانی – ۲۱۷٬۰۰۰ (۷۴٫۴٪)                                                                      | اورویدک (بورگنلند، اتریش)                               |
| آلمانی – ۲٬۵۴۰ (۲٫۸٪)                                                         | ۱۴٬۰۰۰ (۱۵٫۲٪)    | اسلونیایی – ۷۴٬۲۰۰ (۸۰٫۴٪)                                                                    | موراویدک (پرکموریه، اسلوونی)                            |

## نتایج
برخی این پیمان را که علاوه بر موارد ذکر شده ۹۰٪ از منابع طبیعی و بسیاری از زیرساخت‌های اقتصادی و صنعتی مجارستان را از این کشور گرفت، فاجعه بارترین حادثه در تاریخ مجارستان پس از شکست نیروهای این کشور در نبرد موهاچ در مقابل قوای امپراتوری عثمانی در سال ۱۵۲۶ دانسته‌اند.
با قرار گرفتن بیش از ۳ میلیون مجار به صورت اقلیت در کشورهای همسایه قریب به ۴۰۰ هزار نفر از آن‌ها برای گریز از تبعیض‌های احتمالی به اراضی باقی مانده مجارستان سرازیر شدند. بسیاری از این افراد تحصیل‌کرده‌های دانشگاه بودند. همین امر باعث شد با اشباع در بازار کار نرخ بیکاری در اقتصاد ویران شده پس از جنگ مجارستان به شدت افزایش پیدا کند.
پس از امضای این قرار داد با از دست دادن شهر فیومه ارتباط مستقیم و غیر مستقیم (از طریق کرواسی و اسلوونی و در قالب امپراتوری) مجارستان با دریا به کلی قطع شد. مجارستان به عنوان کشوری محصور در خشکی که جهت تجارت دیگر به بنادر سابق خود دسترسی نداشت، از این پس مجبور بود بدین جهت از خاک کشورهای همسایه استفاده کند و در نتیجه به آن‌ها عوارض پرداخت نماید. بخش عظیمی از شبکه راه‌آهن مجارستان خارج از مرزهای جدید قرار گرفت و استفاده از آن جهت صادرات پرخرج تر شد. تولید گندم مجارستان به عنوان یکی از بزرگ‌ترین تولیدکنندگان گندم، در شرایط پس از این پیمان قریب به ۷۰٪ کاهش پیدا کرد و صادرات آن نیز مشمول عوارض گردید. با وجود کاهش شدید تولید گندم اما مقدار باقی مانده نیز بسیار بیشتر از نیاز جمعیت باقی مانده بود.
اتریش، متحد سیاسی و اقتصادی سابق مجارستان نیز که ضربه بزرگی از جنگ و پیمان حاصل از آن دیده بود، دیگر تمایلی به سرمایه‌گذاری در مجارستان نداشت.
گفته می‌شود خلق این شرایط جهت حداقلی نگاه داشتن رشد اقتصادی مجارستان همانند سرنوشت سایر کشورهای شکست خورده جنگ به صورت عامدانه از سوی متفقین پیروز با هدف تضعیف و جلوگیری از قدرت گرفتن مجدد آن‌ها صورت پذیرفته بود.
با توجه به اثر بلند مدت و تحقیرکننده این پیمان تمامی حکومت‌هایی که از سال ۱۹۱۸ تا ۱۹۴۵ (استقرار نظام سوسیالیستی) در مجارستان روی کار آمدند، راهبرد نخست خود را بر مبنای پی‌گیری اهداف تجدیدنظر طلبانه قرار دادند. نفوذ این سیاست به اندازه‌ای گسترش پیدا کرد که در تمامی جنبه‌های زندگی روزمره مجارها از سخنرانی‌ها گرفته تا مقالات روزنامه‌ها و کلاس‌های درسی مدارس ظهور یافت. در این سیاست اراضی واگذار شده «سرزمین‌های اشغالی» خوانده می‌شد. دولت مجارستان تمامی پرچم‌های رسمی کشور را در اعتراض به این پیمان تا سال ۱۹۳۸ (بازگشت بخشی از اراضی در جنوب اسلواکی به کمک آلمان) در حالت عدم اهتزاز قرار داد. همین امر سبب شد که این کشور در دوران جنگ جهانی دوم نیز در صف دولت‌های محور قرار گیرد. انگیزه اصلی مجارستان در اتحاد با دولت‌های محور، باز پس گرفتن سرزمین‌های از دست رفته خود در جنگ جهانی نخست بود. سیاستی که با وارد کردن مجارستان به ورطه جنگ جهانی دوم با وجود موفقیت اولیه و بازپس‌گیری نیمی از سرزمین‌های از دست رفته (عموماً با اکثریت مجار) بین سال‌های ۱۹۳۹ تا ۱۹۴۱ در نهایت شکست خورد و با شکست این کشور و متحدانش در جنگ نتیجه‌ای در برنداشت.

## توضیحات
1. ↑  صلح‌طلب، اصطلاحی که در کتب و مقالات تاریخی در مورد کارویی و هم‌فکران او به کار رفته‌است.
2. ↑  (به مجاری: Linder Béla) پس از فروپاشی دولت کارویی فرار و تا زمان مرگ در یوگسلاوی زندگی کرد و در آنجا به خاطر فعالیت‌هایش در بین سالهای ‎۱۹۱۸–۱۹۱۹ از او تجلیل به عمل آورده و در مقبره‌ای افتخاری در بلگراد به خاک سپرده شد.
3. ↑  (به مجاری:  Benárd Ágost)
4. ↑  (به مجاری: Drasche-Lázár Alfréd)
5. ↑  Vendvidék